# Непокорённый (фильм, 1956)
«Непокорённый» (бенг. অপরাজিত) — вторая часть кинотрилогии бенгальского режиссёра Сатьяджита Рея об Апу. Подобно своему предшественнику, «Песнь дороги» (1955), фильм основан на произведениях бенгальского писателя Бибхутибхушана Бандьопадхяя и сопровождается музыкой Рави Шанкара.

## Сюжет
Семья Апу переезжает в Варанаси. Но после смерти мужа мать Апу вынуждена переехать в деревню.
Родственник Апу готовит его в священнослужители. Но Апу хочет учиться в школе. Он показывает успехи и получает стипендию и место в колледже в Калькутте. От также работает в типографии, таким образом расплачиваясь за комнату.
Апу навещает мать, но не так часто, как ей хотелось бы.
Апу задержался в связи с экзаменами, а по приезде в деревню узнал, что его мать умерла.

## Съёмки
Оператор Субрата Митра применил в этом фильме свое первое техническое новшество — отраженный свет на крупномасштабных рассеивателях, чтобы совместить студийные декорации со съемками на природе. 
Согласно Интернет-энциклопедии кинематографистов:

Страх перед муссонными дождями заставил арт-директора Банси Чандрагупту отказаться от первоначального плана построить внутренний двор типичного бенаресского дома на открытом воздухе, и декорации были построены внутри студии в Калькутте. Митра вспоминает, как тщетно спорил с Чандрагуптой и Раем о невозможности имитации бестеневого рассеянного света на крыше. Но это заставило его ввести новшество, которое впоследствии стало его самым важным инструментом — отражённое освещение. Митра поместил на декорации рамку из белой ткани, напоминающую участок неба, и расположил студийное освещение ниже, чтобы оно отражалось от искусственного неба.

## Признание
«Непокорённый» считается вершиной трилогии об Апу — «одного из великих свершений в истории кинематографа». На Венецианском фестивале 1957 года фильм был удостоен высшей награды — Золотого льва св. Марка.

## В ролях
- Каню Баннерджи
- Каруна Баннерджи
- Пинаки Сенгупта